# Kirpal Singh

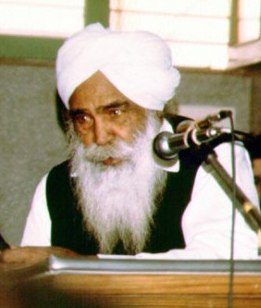
Kirpal Singh 1974

Kirpal Singh (* 6. Februar 1894 in Sayyad Kasran, Punjab, Indien; † 21. August 1974) gilt als bedeutender spiritueller Meister des Sant Mat. Er war Schüler von Baba Sawan Singh. Kirpal Singh war langjähriger Präsident der 1957 gegründeten Weltgemeinschaft der Religionen.

## Biografie
Bereits als Jugendlicher war Kirpal Singh in seiner familiären Umgebung mit religiöser Intoleranz, Bigotterie und Nationalismus konfrontiert. Er studierte daraufhin den Buddhismus, die Schriften der Sikhs, des Christentums, des Islam und der Zoroaster, als ihm der Überlieferung nach der Meister Baba Sawan Singh im Innern erschien, sieben Jahre bevor er diesen erstmals als Person im realen Leben traf.
Kirpal Singh erkannte im Laufe seiner Studien für sich, dass sämtliche Religionen die gleiche grundlegende Wahrheit beschreiben und dass das Geburtsrecht des Menschen die Selbsterkenntnis und Gotterkenntnis sei. Nachdem er unter der Führung seines Meisters selbst die geistige Vollendung erreicht hatte, setzte er in dessen Auftrag das große Werk in Delhi (ab 1951 im Sawan Ashram) fort. Kirpal Singh kam zu der Überzeugung, dass dem Leben im Ideal der Einheit gedient werden solle – der Bruderschaft der Menschen unter der Vaterschaft Gottes.
1939 verfasste Kirpal Singh das Gurmat Sidhant, einen religiösen Grundlagentext, den er unter dem Namen seines Meisters veröffentlichte. Sein Ziel war es, unter den gegensätzlichen Religionen gegenseitiges Verstehen zu schaffen. 1956 wurde er erstmals eingeladen, eine Rede vor der Generalversammlung der UNESCO zu halten und hielt seine Grundsatzansprache über den Weltfrieden im Atomzeitalter. Im Anschluss wurde Kirpal Singh über vierzehn Jahre lang jährlich zum Präsidenten der 1957 von ihm gegründeten Weltgemeinschaft der Religionen gewählt.
Während dreier Weltreisen – 1955, 1963 und 1972 – besuchte er wichtige Städte der westlichen Welt und traf sich mit Politikern, religiösen Oberhäuptern und Persönlichkeiten des öffentlichen Lebens. An zentraler Stelle betonte er durchgängig die Bedeutung von Selbsterkenntnis und Gotterkenntnis und sprach sich dafür aus, sich selbstlos in den Dienst am Nächsten zu stellen.
Anfang der Siebzigerjahre initiierte er vom 3. bis 6. Februar 1974 die erste Weltkonferenz zur Einheit der Menschheit (Unity of Man) in Neu-Delhi. Führende Persönlichkeiten Indiens aus dem öffentlichen Leben, aus Politik und Religion sowie Delegierte aus 18 Ländern und ein großes Publikum nahmen an der Konferenz teil. Diese ökumenische Leistung wird allgemein als Höhepunkt seiner Missionsarbeit betrachtet.
Kirpal Singh wurde daraufhin von der indischen Regierung eingeladen, vor dem indischen Parlament zu sprechen. Er hielt diese Rede am 1. August 1974 als erster spiritueller Führer des Landes.

## Aussagen
Folgende Kernaussage wurde 1974 als Aufruf an die Menschheit von Kirpal Singh auf der Unity-of-Man-Konferenz gemacht:
Ich möchte euch alle bitten, alles, was ihr hier gehört habt, überall dort, wohin ihr kommt, zu verbreiten. Ruft es von den Dächern, damit Glück und Friede auf die Erde kommt. Ich bete zu Gott, und betet ihr mit mir, dass Er uns Seine besondere Gnade gibt und Vorkehrungen für uns trifft, eine Ersthand-Erfahrung der Wirklichkeit zu erhalten. Das Ideal, das vor uns steht, ist: Wir sind alle eins!
Wer angibt, den unsichtbaren Gott zu lieben, aber für seinen sichtbaren Mitmenschen weder Rücksicht noch Liebe aufbringt, ist auf dem falschen Weg.

## Nachfolge
Seit der Zeit von Kabir gibt es eine ununterbrochene Linie von Nachfolgern, die hin zu Kirpal Singh führt, wie er in seinem Buch „Ein großer Heiliger: Baba Jaimal Singh: Sein Leben und Seine Lehren“ aufzeigte. Bei vielen Gelegenheiten stellte er auch fest, „es gibt immer einen Lebenden Meister auf Erden“. Obgleich er offiziell keinen Nachfolger ernannte, gab er zu Lebzeiten seinen Schülern Hinweise. Einige seiner Schüler nahmen die Rolle eines Meisters an.

## Werke
- Mensch erkenne dich selbst. Heinrich Schwab Verlag, Schopfheim 1972
- Die Krone des Lebens. Die Yogalehren und der Weg der Meister-Heiligen. ISBN 3-282-00081-2
- Naam oder Das Wort. Hermann Schütz Verlag, Berlin 1970
- Das Jap Ji. Die Botschaft Guru Nanaks vom Weg zum höchsten Sein. ISBN 3-282-00078-2
- Gottmensch. ISBN 3-282-00124-X
- Was ist Spiritualität?. ISBN 3-282-00085-5
- Karma - Das Gesetz von Ursache und Wirkung. ISBN 3-282-00079-0
- Mysterium des Todes. ISBN 3-282-00083-9
- Der Meister spricht Bd.I - Die Nacht ist ein Dschungel. ISBN 3-282-00102-9
- Der Meister spricht Bd.II - Herberge des Wahns. ISBN 3-282-00112-6
- Spirituelles Elixier. ISBN 3-282-00090-1
- Morgengespräche. Ruhani Satsang München, E.Donig (Hrsg.) Sandstr.26, D-82110 Germering
- Das Gebet. ISBN 3-282-00116-9
- Von der Gottsuche zur Verwirklichung. ISBN 3-282-00072-3
- Die Lehren Kirpal Singhs, Bd.1-2, Der heilige Pfad und die Meditation. ISBN 3-930103-27-3
- Die Lehren Kirpal Singhs, Bd.3, Das neue Leben. ISBN 3-923911-09-2